# Arrondissement judiciaire d'Eupen
Subdivisions
L'arrondissement judiciaire d'Eupen (Gerichtsbezirk Eupen en allemand) est l'un des deux arrondissements judiciaires de la province de Liège en Belgique et l'un des quatre qui dépendent du ressort de la Cour d'appel de Liège. Il est le seul à représenter la communauté germanophone et fait partie des exceptions à ne pas avoir été modifiées lors de la réforme de la justice de 2014.

## Subdivisions
L'arrondissement judiciaire d’Eupen est divisé en 2 cantons judiciaires,. Il comprend les 9 communes germanophones de l'arrondissement administratif de Verviers.
Note : les chiffres et les lettres représentent ceux situés sur la carte.
1. Canton judiciaire d'Eupen
      1. Eupen
  2. La Calamine (Kelmis)
  3. Lontzen
  4. Raeren
2. Canton judiciaire de Saint-Vith (Sankt Vith)
      1. Amblève (Amel)
  2. Bullange (Büllingen)
  3. Burg-Reuland
  4. Butgenbach (Bütgenbach)
  5. Saint-Vith (Sankt Vith)